# Уртит
Урти́т — магматическая плутоническая ультраосновная щелочная горная порода семейства ультраосновных фоидолитов. Физические свойства близки сиениту.

## История названия
Название минерала было дано ему в честь Ловозёрского массива — Луявр-Урт, где уртит впервые был обнаружен.

## Химический состав
Основные минералы входящие в состав уртитa:
- нефелин — (70-90%)
- клино-пироксен — (10-20%).

Возможны примеси второстепенных минералов: титаномагнетита, апатита и др. Вторичные минералы (как например, содалит, канкринит)  могут составлять до 50% от уртита. 
Химический состав: 
- SiO2 — 43,71%
- Al2O3 — 26,63%
- Na2О — 13,22%
- CaO — 5,02%
- К2О — 4,08%
- Fe2O3 + FeO — 3,53%
- MgO — 1,69%
- TiO2 — 0,58%

## Структура
Структура уртита крупнозернистая или среднезернистая, иногда пегматоидная, гипидиоморфнозернистая, текстура массивная, реже такситовая.
Цвет уртита — светло-серый.

## Разновидности
Уртит подразделяют на разновидности по составу пироксена и второстепенных минералов.
- По составу пироксена: диопсидовый, эгирин-диопсидовый, фассаитовый уртит.
- По примеси второстепенного минерала: эвдиалитовый, полевошпатовый уртит.

## Распространение
Уртиты иногда образуют самостоятельные интрузивы площадью 0,1-2 км2, но как правило входят в состав комплексных массивов, где присутствуют дополнительные минералы из рода щелочных габброидов и нефелиновыми сиенитов либо ультраосновных пород и карбонатов.
Основные известные области распространения уртита:
- Кольский полуостров, Россия.
- Восточная Сибирь, Россия.
- Гренландия.
- Восточная Африка.

## Применение
Уртит — руда, которая применяется для получения глинозёма и ряда попутных продуктов (соды, цемента и др.). С уртитами связаны месторождения апатита и титано-ниобиевых руд.